# 張際熙
張際熙（？—？），號希文，福建漳州府长泰县人。明末官員。

## 生平
天啓四年（1624年）甲子科福建乡试举人，崇祯十三年（1640年）庚辰科進士，吏部观政，官湖广益阳县知县。